# The Solution (Beanie Sigel)
The Solution è il quarto album in studio del rapper statunitense Beanie Sigel, pubblicato l'11 dicembre 2007 e distribuito da Roc-A-Fella e Def Jam. L'album vede le collaborazioni di Jay-Z (anche produttore esecutivo), R. Kelly, Diddy, Styles P, Scarface, Ghostface Killah, Ozzy Osbourne e James Blunt.
The Solution ottiene recensioni generalmente positive. Metacritic gli assegna 72/100.
| Recensione         | Giudizio |
| ------------------ | -------- |
| AllMusic           | [ 2 ]    |
| RapReviews         | [ 1 ]    |
| Amazon             | [ 3 ]    |
| The New York Times | [ 1 ]    |
| Pitchfork          | [ 1 ]    |
| Billboard          | [ 1 ]    |
| PopMatters         | [ 1 ]    |
| Los Angeles Times  | [ 1 ]    |
| Okayplayer         | [ 4 ]    |
| iTunes             | [ 5 ]    |

## Tracce
Testi di Andrew Harr (traccia 1), Jermaine Jackson (traccia 1), Kevin Cossom (traccia 1), Robert Kelly (traccia 1), Andre Lyon (tracce 2 e 11), Marcello Valenzano (traccia 2), Damon Blackman (traccia 3), David Styles (traccia 3), Eric Hudson (traccia 4), Theron Thomas (traccia 4), Timothy Thomas (traccia 4), Sharif Slater (tracce 5, 11 e 15), Shawn Carter (traccia 5), Dana Stinson (traccia 6), Dennis Coles (traccia 6), Pedro Zayas (traccia 6), Theo Bowen (traccia 6), Sean Combs (traccia 6), Chad West (traccia 7), Alrad Lewis (traccia 8), Alexander Chiger (tracce 8 e 10), Harry Zelnick (tracce 8 e 10), Andre Harris (tracce 9-10, 12-14), Vidal Davis (tracce 9-10, 12-14), Raheem DeVaughn (traccia 11), Brad Jordan (traccia 11), Dwight Grant.
Musiche dei Runners (traccia 1), Kevin Cossom (traccia 1), Cool & Dre (traccia 2), Dame Grease (traccia 3), Eric Hudson (traccia 4), Reefa (tracce 5, 11 e 15), Rockwilder (traccia 6), Chad Hamilton (traccia 7), Dirty Harry (tracce 8 e 10; la 10 è co-prodotta), Don Cheegro (tracce 8 e 10; la 10 è co-prodotta) e Dre & Vidal (tracce 9-10, 12-14).
1. All the Above (featuring R. Kelly) – 4:14
2. Bout That (Let Me Know) (featuring Donna Allen) – 3:31
3. U Ain't Ready 4 Me (featuring Styles P) – 3:18
4. Go Low (featuring Rock City) – 4:30
5. Gutted (featuring Jay-Z) – 4:07
6. Shake It for Me (featuring Ghostface Killah, Peedi Crack & Diddy) – 3:33
7. I'm In – 3:12
8. H.H.E.H. – 3:57
9. What They Gonna Say to Me (featuring Jay-Z) – 3:43
10. The Day (featuring Ozzy Osbourne) – 3:35
11. Rain (Bridge) (featuring Raheem DeVaughn & Scarface) – 5:37
12. Dear Self (Can I Talk to You) (featuring James Blunt) – 3:18
13. Prayer – 3:45

Durata totale: 50:20

## Classifiche

### Classifiche settimanali
| Classifica (2007)         | Posizione massima |
| ------------------------- | ----------------- |
| Stati Uniti               | 37                |
| US Digital Albums         | 25                |
| US Tastemaker Albums      | 7                 |
| US Top R&B/Hip-Hop Albums | 7                 |
| US Rap Albums             | 3                 |

### Classifiche di fine anno
| Classifica (2008)         | Posizione massima |
| ------------------------- | ----------------- |
| US Top R&B/Hip-Hop Albums | 60                |